# HEARTWARMING
HEARTWARMINGは、2009年5月21日に発表された石川晃次のミニアルバム。事実上、この作品が石川晃次の日本でのアーティストデビュー作品になる。

## 収録曲
1. 言葉にならない何か
2. スーパースター
3. 果てしない向こうへ
4. クレッシェンド
5. 雪の夜
6. I guess this is love